# 奧迪RSQ
Audi RSQ 是一台奧迪研發的中置引擎概念車。在2004年的科幻片 《機械公敵》中，作为男主角的用車出场。 故事場景是2035年的芝加哥所以設計是以臨摹2035年的未來想像車輛當藍圖。

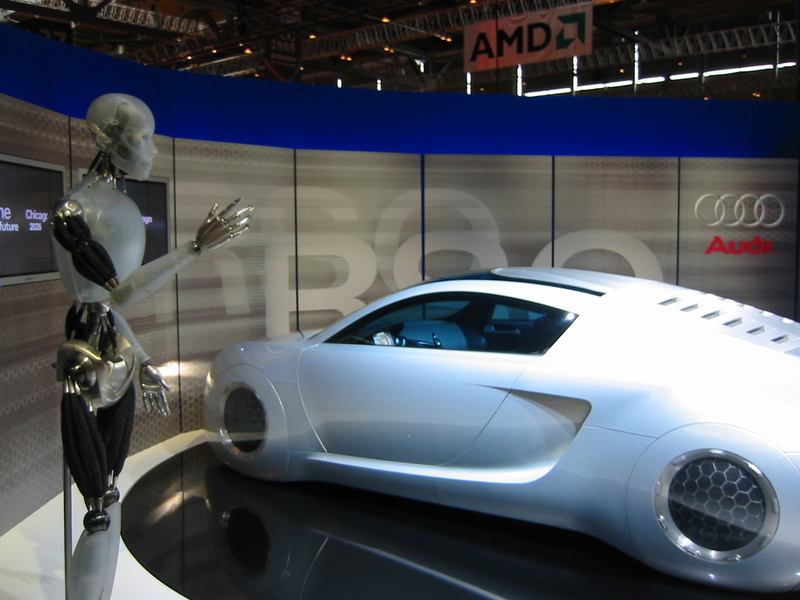
车身由德国库卡公司的一个工业机器人一次性完成

這台跑車有奧迪典型風格為基礎配合交通工具設計的專業學門來變化. 主要挑戰是設計師必須兼顧科幻風格又必須向觀眾傳達當代奧迪的置入性行銷概念. 為了融合這兩者設計師保留了奧迪典型的梯形水箱罩和上面的四圈狀奧迪圖樣 , 車內裝了現今奧迪車輛也有的多媒體介面(MMI) 操縱系統.
RSQ還採納了電影導演Alex Proyas的構想. 採用天馬行空的球型輪,球型輪也使得片中一個打鬥橋段得以呈現, 另外還模仿Audi A4. 採用B柱為軸心的倒轉式蝴蝶車門.
这辆车并非道具，而是一辆真实的可以使用的车。因为并非批量生产，其制造过程有别于传统。本车采用快速成型技术制造，车身由德国库卡公司的一个工业机器人一次性完成。
類似的電影合作模式除了奧迪, 也出現在Lexus 於2002電影《關鍵報告》中的未來概念道具車.。